# Savy (Bastogne)
Pour les articles homonymes, voir Savy.
Savy est un hameau belge de la ville de Bastogne, en province de Luxembourg (Région wallonne de Belgique).
Avant la fusion des communes, il faisait déjà administrativement partie de la commune de Bastogne.

## Situation et description
Savy est un hameau ardennais proche de Bastogne dont le centre de la ville (place Général Mc Auliffe) se trouve à 3 km au sud. Le hameau est entouré par trois axes routiers importants : les routes nationales 834 et 854 ainsi que l'autoroute E25 Liège-Luxembourg dont la sortie 53 se situe à proximité immédiate de la localité. L'altitude y avoisine les 500 m.
Savy compte plusieurs anciennes fermes. De nombreuses constructions plus récentes se sont ajoutées.
En 2012, le hameau comptait 255 habitants